# Cyrus William Beales
Cyrus William Beales (* 16. Dezember 1877 bei York Springs, Adams County, Pennsylvania; † 14. November 1927 in Gettysburg, Pennsylvania) war ein US-amerikanischer Politiker. Zwischen 1915 und 1917 vertrat er den Bundesstaat Pennsylvania im US-Repräsentantenhaus.

## Werdegang
Cyrus Beales besuchte die öffentlichen Schulen seiner Heimat. Nach dem Tod seines Vaters übernahm er im jugendlichen Alter von 13 Jahren dessen Farm. Danach studierte er bis 1899 an der Ohio Northern University Pharmazie. Anschließend war er in York Springs als Apotheker tätig. Im Jahr 1903 zog er nach Gettysburg, wo er als Gutachter im Adams County arbeitete. Zwischen 1904 und 1905 war er auch bei der dortigen Bezirksverwaltung angestellt. In den folgenden Jahren war er in mehreren Branchen tätig. Dazu gehörte nach wie vor das Apothekengeschäft sowie das Bankgewerbe, das Handwerk und hier besonders das Druckergewerbe. Zwischen 1910 und 1914 war er auch Posthalter in Gettysburg. Politisch schloss er sich der Republikanischen Partei an.
Bei den Kongresswahlen des Jahres 1914 wurde Beales im 20. Wahlbezirk von Pennsylvania in das US-Repräsentantenhaus in Washington, D.C. gewählt, wo er am 4. März 1915 die Nachfolge des Demokraten Andrew R. Brodbeck antrat. Da er im Jahr 1916 auf eine weitere Kandidatur verzichtete, konnte er bis zum 3. März 1917 nur eine Legislaturperiode im Kongress absolvieren. Zwischen 1917 und 1921 gehörte Cyrus Beales dem Senat von Pennsylvania an. Danach arbeitete er in Gettysburg im Apothekengeschäft. Dort ist er am 14. November 1927 auch verstorben.